# Harmadik Fico-kormány
A harmadik Fico-kormány Szlovákia koalíciós kormánya 2016. március 23-tól, 2018. március 22-ig.

## Megalakulása
A 2016-os választást a Robert Fico vezette baloldali populista Irány – Szociáldemokrácia (Smer–SD) nyerte. A választás után négypárti kormány alakult a Smer-SD, a jobboldali Szlovák Nemzeti Párt (SNS), a Most–Híd szlovák-magyar vegyespárt és az újonnan parlamentbe került gazdasági liberális Háló részvételével. Az új kormány sok tagja azonos az előzővel.

## Összetétele
A harmadik Fico-kormány összetétele 2016. március 23-tól, 2018. március 22-ig:
| Név                                                     | Hivatal kezdete      | Hivatal vége         | Párt           | Megjegyzés            |
| Miniszterelnök                                          | Miniszterelnök       | Miniszterelnök       | Miniszterelnök | Miniszterelnök        |
| ------------------------------------------------------- | -------------------- | -------------------- | -------------- | --------------------- |
| Robert Fico                                             | 2016. március 23.    | 2018. március 22.    | Smer–SD        | pártelnök             |
| Befektetésekért felelős miniszterelnök-helyettes        |                      |                      |                |                       |
| Peter Pellegrini                                        | 2016. március 23.    | 2018. március 22.    | Smer–SD        | a párt egyik alelnöke |
| Belügyminiszter (egyben miniszterelnök-helyettes)       |                      |                      |                |                       |
| Robert Kaliňák                                          | 2016. március 23.    | 2018. március 22.    | Smer–SD        | a párt egyik alelnöke |
| Igazságügy-miniszter (egyben miniszterelnök-helyettes)  |                      |                      |                |                       |
| Lucia Žitňanská                                         | 2016. március 23.    | 2018. március 22.    | Most–Híd       | a párt egyik alelnöke |
| Pénzügyminiszter                                        |                      |                      |                |                       |
| Peter Kažimír                                           | 2016. március 23.    | 2018. március 22.    | Smer–SD        | a párt egyik alelnöke |
| Külügyminiszter                                         |                      |                      |                |                       |
| Miroslav Lajčák                                         | 2016. március 23.    | 2018. március 22.    | pártonkívüli   | a Smer–SD jelöltje    |
| Munkaügyi, szociális és családügyi miniszter            |                      |                      |                |                       |
| Ján Richter                                             | 2016. március 23.    | 2018. március 22.    | Smer–SD        |                       |
| Közlekedési, építésügyi és területfejlesztési miniszter |                      |                      |                |                       |
| Roman Brecely                                           | 2016. március 23.    | 2016. augusztus 31.  | Háló           |                       |
| Érsek Árpád                                             | 2016. augusztus 31.  | 2018. március 22.    | Most–Híd       |                       |
| Gazdasági miniszter                                     |                      |                      |                |                       |
| Peter Žiga                                              | 2016. március 23.    | 2018. március 22.    | Smer–SD        |                       |
| Kulturális miniszter                                    |                      |                      |                |                       |
| Marek Maďarič                                           | 2016. március 23.    | 2018. március 7.     | Smer–SD        | a párt egyik alelnöke |
| Peter Pellegrini                                        | 2018. március 7.     | 2018. március 22.    | Smer–SD        |                       |
| Védelmi miniszter                                       |                      |                      |                |                       |
| Peter Gajdoš                                            | 2016. március 23.    | 2018. március 22.    | SNS            |                       |
| Oktatási, tudományos, kutatási és sportminiszter        |                      |                      |                |                       |
| Peter Plavčan                                           | 2016. március 23.    | 2017. augusztus 31.  | SNS            |                       |
| Gabriela Matečná                                        | 2017. augusztus 31.  | 2017. szeptember 13. | SNS            |                       |
| Martina Lubyová                                         | 2017. szeptember 13. | 2018. március 22.    | SNS            |                       |
| Egészségügyi miniszter                                  |                      |                      |                |                       |
| Tomáš Drucker                                           | 2016. március 23.    | 2018. március 22.    | Smer–SD        |                       |
| Mezőgazdasági és vidékfejlesztési miniszter             |                      |                      |                |                       |
| Gabriela Matečná                                        | 2016. március 23.    | 2018. március 22.    | SNS            |                       |
| Környezetvédelmi miniszter                              |                      |                      |                |                       |
| Solymos László                                          | 2016. március 23.    | 2018. március 22.    | Most–Híd       | a párt egyik alelnöke |

## Külső hivatkozások
- A szlovák kormány honlapja